# Budhpura
Budhpura é uma vila no distrito de Bundi, no estado indiano de Rajastão.

## Demografia
Segundo o censo de 2001, Budhpura tinha uma população de 4387 habitantes. Os indivíduos do sexo masculino constituem 54% da população e os do sexo feminino 46%. Budhpura tem uma taxa de literacia de 25%, inferior à média nacional de 59.5%; a literacia no sexo masculino é de 35% e no sexo feminino é de 13%. 20% da população está abaixo dos 6 anos de idade.